# AEGON Classic 2015 - Qualificazioni singolare
Le qualificazioni del singolare  dell'AEGON Classic 2015 sono state un torneo di tennis preliminare per accedere alla fase finale della manifestazione. I vincitori dell'ultimo turno sono entrati di diritto nel tabellone principale. In caso di ritiro di uno o più giocatori aventi diritto a questi sono subentrati i lucky loser, ossia i giocatori che hanno perso nell'ultimo turno ma che avevano una classifica più alta rispetto agli altri partecipanti che avevano comunque perso nel turno finale.

## Teste di serie
1. Carina Witthöft (primo turno)
2. Bojana Jovanovski (entrata nel tabellone principale)
3. Zheng Saisai (ultimo turno, Lucky Loser)
4. Irina Falconi (ultimo turno)
5. Francesca Schiavone (primo turno)
6. Kirsten Flipkens (ultimo turno)
7. Tatjana Maria (qualificata)
8. Shelby Rogers (primo turno, ritirata)
9. Klára Koukalová (qualificata)

1. Ana Konjuh (ritirata)
2. Aleksandra Krunić (qualificata)
3. Tímea Babos (qualificata)
4. Yanina Wickmayer (ultimo turno)
5. Julija Putinceva (primo turno)
6. Marina Eraković (qualificata)
7. Misaki Doi (qualificata)
8. Mariana Duque Mariño (ultimo turno)

### Qualificate
1. Aleksandra Krunić
2. Tímea Babos
3. Klára Koukalová
4. Michelle Larcher de Brito

1. Misaki Doi
2. Marina Eraković
3. Tatjana Maria
4. Kateryna Bondarenko

### Lucky Loser
1. Zheng Saisai

## Tabellone qualificazioni

### Sezione 1
|  | Primo turno | Primo turno       | Primo turno       | Primo turno | Primo turno |  |  | Ultimo turno | Ultimo turno      | Ultimo turno | Ultimo turno | Ultimo turno |  |
|  |             |                   |                   |             |             |  |  |              |                   |              |              |              |  |
|  | 1           | Carina Witthöft   | 65                | 7           | 5           |  |  |              |                   |              |              |              |  |
|  |             | Nicole Gibbs      | 7                 | 6(1)        | 7           |  |  |              | Nicole Gibbs      | 4            | 7            | 3            |  |
|  | WC          | Sara Beth Askew   | Sara Beth Askew   | 2           | 1           |  |  | 11           | Aleksandra Krunić | 6            | 64           | 6            |  |
|  | 11          | Aleksandra Krunić | Aleksandra Krunić | 6           | 6           |  |  |              |                   |              |              |              |  |

### Sezione 2
|  | Primo turno | Primo turno          | Primo turno          | Primo turno | Primo turno |  |  | Ultimo turno | Ultimo turno         | Ultimo turno | Ultimo turno | Ultimo turno |  |
|  |             |                      |                      |             |             |  |  |              |                      |              |              |              |  |
|  | 17          | Mariana Duque Mariño | Mariana Duque Mariño | 6           | 6           |  |  |              |                      |              |              |              |  |
|  |             | Jana Čepelová        | Jana Čepelová        | 1           | 1           |  |  | 17           | Mariana Duque Mariño | 67           | 63           | 4            |  |
|  |             | Urszula Radwańska    | Urszula Radwańska    | 3           | 3           |  |  | 12           | Tímea Babos          | 65           | 7            | 6            |  |
|  | 12          | Tímea Babos          | Tímea Babos          | 6           | 6           |  |  |              |                      |              |              |              |  |

### Sezione 3
|  | Primo turno | Primo turno        | Primo turno     | Primo turno | Primo turno |  |  | Ultimo turno | Ultimo turno    | Ultimo turno    | Ultimo turno | Ultimo turno |  |
|  |             |                    |                 |             |             |  |  |              |                 |                 |              |              |  |
|  | 3           | Zheng Saisai       | 4               | 6           | 7           |  |  |              |                 |                 |              |              |  |
|  | WC          | Emily Webley-Smith | 6               | 2           | 5           |  |  | 3            | Zheng Saisai    | Zheng Saisai    | 1            | 1            |  |
|  |             | Louisa Chirico     | Louisa Chirico  | 65          | 4           |  |  | 9            | Klára Koukalová | Klára Koukalová | 6            | 6            |  |
|  | 9           | Klára Koukalová    | Klára Koukalová | 7           | 6           |  |  |              |                 |                 |              |              |  |

### Sezione 4
|  | Primo turno | Primo turno               | Primo turno               | Primo turno | Primo turno |  |  | Ultimo turno | Ultimo turno              | Ultimo turno | Ultimo turno | Ultimo turno |  |
|  |             |                           |                           |             |             |  |  |              |                           |              |              |              |  |
|  | 4           | Irina Falconi             | Irina Falconi             | 6           | 6           |  |  |              |                           |              |              |              |  |
|  |             | Margarita Gasparjan       | Margarita Gasparjan       | 3           | 3           |  |  | 4            | Irina Falconi             | 0            | 6            | 2            |  |
|  |             | Michelle Larcher de Brito | Michelle Larcher de Brito | 6           | 6           |  |  |              | Michelle Larcher de Brito | 6            | 2            | 6            |  |
|  | 14          | Yulia Putintseva          | Yulia Putintseva          | 1           | 4           |  |  |              |                           |              |              |              |  |

### Sezione 5
|  | Primo turno | Primo turno         | Primo turno         | Primo turno | Primo turno |  |  | Ultimo turno | Ultimo turno        | Ultimo turno | Ultimo turno | Ultimo turno |  |
|  |             |                     |                     |             |             |  |  |              |                     |              |              |              |  |
|  | 5           | Francesca Schiavone | Francesca Schiavone | 4           | 3           |  |  |              |                     |              |              |              |  |
|  |             | Elizaveta Kuličkova | Elizaveta Kuličkova | 6           | 6           |  |  |              | Elizaveta Kuličkova | 6            | 1            | 64           |  |
|  | WC          | Naomi Cavaday       | Naomi Cavaday       | 1           | 2           |  |  | 16           | Misaki Doi          | 4            | 6            | 7            |  |
|  | 16          | Misaki Doi          | Misaki Doi          | 6           | 6           |  |  |              |                     |              |              |              |  |

### Sezione 6
|  | Primo turno | Primo turno      | Primo turno      | Primo turno | Primo turno |  |  | Ultimo turno | Ultimo turno     | Ultimo turno | Ultimo turno | Ultimo turno |  |
|  |             |                  |                  |             |             |  |  |              |                  |              |              |              |  |
|  | 6           | Kirsten Flipkens | Kirsten Flipkens | 7           | 7           |  |  |              |                  |              |              |              |  |
|  | WC          | Harriet Dart     | Harriet Dart     | 62          | 5           |  |  | 6            | Kirsten Flipkens | 6            | 6(1)         | 64           |  |
|  |             | Alla Kudrjavceva | Alla Kudrjavceva | 1           | 2           |  |  | 15           | Marina Eraković  | 4            | 7            | 7            |  |
|  | 15          | Marina Eraković  | Marina Eraković  | 6           | 6           |  |  |              |                  |              |              |              |  |

### Sezione 7
|  | Primo turno | Primo turno      | Primo turno      | Primo turno | Primo turno |  |  | Ultimo turno | Ultimo turno     | Ultimo turno     | Ultimo turno | Ultimo turno |  |
|  |             |                  |                  |             |             |  |  |              |                  |                  |              |              |  |
|  | 7           | Tatjana Maria    | Tatjana Maria    | 6           | 6           |  |  |              |                  |                  |              |              |  |
|  |             | Anna Tatišvili   | Anna Tatišvili   | 1           | 3           |  |  | 7            | Tatjana Maria    | Tatjana Maria    | 6            | 6            |  |
|  |             | Stefanie Vögele  | Stefanie Vögele  | 2           | 0r          |  |  | Alt          | Çağla Büyükakçay | Çağla Büyükakçay | 4            | 3            |  |
|  | Alt         | Çağla Büyükakçay | Çağla Büyükakçay | 6           | 2           |  |  |              |                  |                  |              |              |  |

### Sezione 8
|  | Primo turno | Primo turno         | Primo turno         | Primo turno         | Primo turno |  |  | Ultimo turno | Ultimo turno        | Ultimo turno | Ultimo turno | Ultimo turno |  |
|  |             |                     |                     |                     |             |  |  |              |                     |              |              |              |  |
|  | 8           | Shelby Rogers       | Shelby Rogers       | Shelby Rogers       | 4r          |  |  |              |                     |              |              |              |  |
|  | Alt         | Kateryna Bondarenko | Kateryna Bondarenko | Kateryna Bondarenko | 3           |  |  | Alt          | Kateryna Bondarenko | 4            | 7            | 6            |  |
|  |             | Grace Min           | Grace Min           | 1                   | 1           |  |  | 13           | Yanina Wickmayer    | 6            | 65           | 3            |  |
|  | 13          | Yanina Wickmayer    | Yanina Wickmayer    | 6                   | 6           |  |  |              |                     |              |              |              |  |